# Беджанян, Эмма Давидовна
Э́мма Дави́довна Беджаня́н (арм. Էմմա Դավիթի Բեջանյան; род. 12 апреля 1984) — армянская певица, выступающая под псевдонимом Эмми (арм. Էմմի). Эмми считается одной из самых популярных певиц Армении, её часто называют «Поп-принцессой» и «Армянской поп-иконой».

## Карьера
Родилась Эмми 12 апреля 1984 года в Ереване в семье джазовой советской певицы Надежды Саркисян и джазового пианиста Давида Беджаняна. Карьера Эмми началась после того как она в 1990 году записала свою первую песню «Hayastan» и выпустила на неё видео. Вскоре она получила награды в песенных конкурсах песни Армении, России и других стран. В период с 1994 по 2000 она пела и гастролировала с фолк-группой Hayer. В настоящее время певица открыла собственный продюсерский центр «Emmy-B» и «раскручивает» молодых талантов из Армении. Также является членом жюри в проекте X Factor.

## Евровидение 2011
В феврале 2010 года, Эмми вместе с певцом Миграном приняли участие в армянском предварительном отборе на Евровидение-2010 с песней «Let Me Hear You Say» («Позволь услышать тебя»). Композиция была даже одобрена известным музыкантом Рики Мартином, но дуэт занял только второе место, уступив победителю Еве Ривас (исполнившей песню «Apricot Stone», занявшей впоследствии седьмое место на Евровидении в Осло). В следующем 2011 году певица была выбрана, чтобы представить Армению на конкурсе Евровидение, который прошёл в Дюссельдорфе. 10 мая 2011 года она выступила с песней «Boom Boom» и в этот же день стало известно, что Эмми не смогла пройти в финал Евровидения.

## Дискография

### Альбомы
- 2006 — Эмми (арм. Էմմի)
- 2007 — Не говори никому (арм. Ոչ 1-ին չասես)

### Синглы
- 2011 — Boom Boom